# Château Doisy-Dubroca
Koordinaten: 44° 35′ 8,9″ N, 0° 19′ 25″ W
Das Weingut Château Doisy-Dubroca liegt in der Gemeinde Barsac, einem Teil der Appellation d’Origine Contrôlée Barsac in der Weinbauregion Bordeaux. Die Weine werden jedoch unter dem wesentlich bekannteren Namen Sauternes vermarktet. Bei der Bordeauxwein-Klassifizierung von 1855 wurde es als „Deuxième Cru Classé“ klassifiziert. Das Gut verfügt über 3,23 Hektar Fläche. Die Rebflächen liegen nur unweit von den ehemaligen Schwestergut Château Doisy Daëne und Château Doisy-Védrines sowie von Château Climens und Château Coutet entfernt. Der Ausbau der restsüssen Weißweine erfolgt im benachbarten Château Climens, das ebenfalls der Familie Lurton gehört.
Neben dem Grand Vin füllt das Weingut auch den Zweitwein Demoiselle de Doisy ab.

## Geschichte
Die Geschichte des Guts lässt sich bis in das 17. Jahrhundert zurückverfolgen, als Jean Raymond im Februar 1677 ein Gut namens Doisic übernahm. Die Familie Védrines kam am 5. Juni 1704 durch die Hochzeit von Jean-Baptiste Védrines mit der Enkelin von Jean, Marie Raymond in den Besitz des Anwesens und der landwirtschaftlichen Nutzflächen im Weiler La Pinesse. Die ersten Rebflächen wurden vermutlich erst von den Nachkommen von Jean-Baptiste und Marie angelegt. Nach 1794 erwarben die Eigentümer eine Parzelle von Château Coutet. Eine erste lobende Erwähnung eines Weinguts findet sich in dem 1832 erschienenen Werk Topographie de tous les vignobles connus von André Jullien.
Unbekannt ist, wann die historische Einheit Doisy geteilt wurde. Im Jahr 1850 gehörte der größte Teil des Anwesens noch Madame Dubosq, die vermutlich eine direkte Nachfahrin der Védrines-Familie war. Im Jahr 1851 verkaufte Madame Dubosq das Weingut an die Familie Boireau. Diese Einheit wurde später als Château Doisy-Védrines bekannt. Die Familie Faux übernahm einen zum Verkauf anstehenden Teil, der als Château Doisy-Dubroca heute noch bekannt ist. Der Weinhändler Jean Jacques Emmanuel Daëne erwarb die zweite verkäufliche Parzelle, die später unter dem Namen Château Doisy Daëne geführt wurde.
Im Jahr 1855 wurde allen drei Gütern anlässlich der Bordeaux-Klassifizierung ein Rang eines Deuxième Cru Classé zugesprochen.
Doisy-Dubroca wurde nach der Loslösung aus dem Doisy -Verbund Château Doisy-Gravas genannt. Als die Tochter der Familie Faux Henri Gounouilhou heiratete, kam es zu einer zeitweiligen Annäherung an Château Climens. Gounouilhou trennte sich jedoch recht schnell von Doisy-Dubroca und verkaufte an die Brüder Camille und Marcel Dubroca. Nach dem Tod von Camille war Marcel ab 1916 einziger Besitzer.
Lucien Lurton übernahm im Jahr 1971 das Weingut, das seitdem unter dem heute bekannten Namen firmierte. Ab 1992 zeichnete Louis Lurton für das Weingut verantwortlich. Im Jahr 2014 erwarb die Familie Dubourdieu das Château Doisy-Dubroca und vereinte es wieder mit dem benachbarten Château Doisy Daëne.